# Nathalie Vasseur

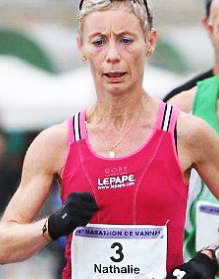
Nathalie Vasseur

Nathalie Vasseur (* 12. Oktober 1965) ist eine französische Marathonläuferin. Mit 15 Erfolgen beim  Médoc-Marathon (frz.: Marathon des Châteaux du Médoc) ist sie dort die Rekordhalterin mit den meisten Siegen. Ihr letzter Sieg stammt aus dem Jahr 2019. Bei der 36. Auflage 2022 belegte sie in der Gesamtwertung Platz 3. Ihre Bestzeit liegt bei 2:40:39 aus dem Jahre 2008; aufgestellt beim Rotterdam-Marathon.  Bei einer Größe von 1,58 Metern wiegt sie 43 kg. Sie startet für den Verein SDV Bohars.